# Karl Borner
Karl Borner (* 6. September 1898 in Olten; † 6. November 1973 in Lausanne) war ein Schweizer Sprinter.
Bei den Olympischen Spielen 1924 in Paris wurde er mit der Schweizer Mannschaft im Final der 4-mal-100-Meter-Staffel disqualifiziert. Über 100 m und 200 m schied er im Vorlauf aus.

## Persönliche Bestzeiten
- 100 m: 10,7 s, 15. August 1926, Stuttgart
- 200 m: 21,8 s, 26. Juni 1927, Lausanne